# Yukiyoshi
YUKIYOSHI,Yukiyoshi（ゆきよし、2月8日 - ）は、日本の作曲家・編曲家・音楽プロデューサー。埼玉県上尾市出身。

## 概要
3歳からピアノを始め、中学1年生の時に初めてピアノ曲を作曲。その後バンドを組みドラムを担当するなどポップスを楽しんでいたが、高校での学園祭でのテーマ曲作曲を機に、尚美学園短期大学作曲学科に入学。その後ディプロマコースを卒業。大学とは別に、オーケストレーションを坂田晃一、信田かずおに師事。学生の時から坂田・信田との仕事で映画、アニメ、CM等の作・編曲を担当。ピアノ、シンセサイザー、ドラム、ギター等を演奏。編曲は、打ち込み/生楽器双方で、生楽器のストリングスに重点を置く他ジャンル問わず様々な音楽を作り出す活動をしている。
2003年にRin'のシングル「Sakitama」作/編曲で作家デビュー。Lead、EXILE、Dream、misono、由紀さおり等に編曲含む楽曲提供。代表作は、Lead『strings（オリコン4位）』、『サクラ（オリコン3位）』作/編曲。他に早乙女太一の演舞用楽曲「敦盛」、舞踊曲を担当（詳細後述）。
2007年にはリーダー・音楽プロデューサーとしてScene of Heavenでコロムビアミュージックエンタテインメントからメジャー・デビュー。2009年に活動停止するが、2024年にヴァイオリニスト・Akiを迎えて新生Scene of Heavenとして再始動。
自身が手掛ける舞台劇伴は「YUKIYOSHI theater collectionシリーズ」として劇場販売限定で数作品CDを販売。1公演でCD1000枚を販売した実績を幾度も持つ。ミキシングも自身で行い、宅録で制作をしている。
2018年、新国立劇場で行われた、30-DELUX NEW GENERATION THEATER featuring 宇宙Six『スクアッド』の音楽を担当。CDデビューしていないジャニーズJr.「宇宙six」主演で全公演満席動員した当舞台でレビューショーとして自身の作品が採用されている。
長尾大が手がける音楽プロジェクト『Sword of The Far East』に参加。ヴァイオリニスト・Ayasaが中心メンバーであり、2012年に発売された『ファイナルファンタジー』の25周年記念トリビュート・アルバム『ファイナルファンタジー トリビュート ～サンクス～』では、メドレー『反乱軍のテーマ～赤い翼～カオスの神殿～暁の戦士～セリスのテーマ～オープニング・テーマ』を編曲。自身とAyasaが参加。ゲームのカバーでは他に『ゼルダの伝説』、『クロノ・トリガー』等もある。
福島県本宮市民歌/同県復興の集いテーマソングの作/編曲、須賀川市民歌の編曲、本人の地元の上尾市のダンス曲作/編曲等ソロコンサートの開催など地域の貢献に積極的に行っている。
2019年にRin'がライブで復活し「歳々年々」「光明」発表。シングル「光明」の全作/編曲・音楽プロデュース。
2020年、自身の劇伴音楽ベスト2作目『30-Delux&YUKIYOSHI Best』を発売。
2021年にRin'が復活アルバム『宝輪』発売、全作/編曲・音楽プロデュース。
2023年にRin'が2年ぶりのアルバム『虚空』発売、全作/編曲・音楽プロデュース。早乙女太一の舞踊曲として採用された。
2023年11月11日、ヴァイオリニスト・Akiのコンサートにサプライズゲストで出演したものの、突如自身がMCにてライブでの演奏を引退すると発表。その曲目の中で、もう二度と聴かせない特別な楽曲として新曲ピアノソナタ「星の螺旋」を演奏した。

## 作品

### 楽曲発売/楽曲提供（年代順）
2003年
- ZAN　アルバム『乱』全作編曲（1曲除く）

2004年
- Rin'
  - シングル「Sakitama -幸魂-」[3]（ブルボン チーズおかきCFソング）作/共同編曲
  - アルバム 『時空』[4]収録全作/共同編曲（八千代ノ風」を除く）
  - アルバム 『飛鳥』[5]収録「飛鳥」「仮面」「天華」「沙羅双樹」「Hanging in there」作編曲
  - アルバム 『～Rin' Christmas Cover Songs～聖夜』[6]収録「Last Christmas」「X'mas Medley」「White Chiristmas」編曲
  - DVD『歌宴 ～Rin'First Live Tour 2004 "時空"～』[7]収録曲複数作編曲
- EXILE シングル「real world 〜REPRESENT JAPAN DUB〜」編曲
- Dream アルバム『ID』収録「Hideway」「ほんとの私」編曲

2005年
- 山本サヤカ アルバム『線香花火』全編曲
- PARADISE GO!!GO!!
  - シングル「Argent snow」「Happy go lucky」作編曲
  - シングル「約束」作曲
- Rin'
  - アルバム『宴歌/さくら さくら』[8]収録曲複数作編曲
  - シングル「サクラ サクラ」作編曲[9]

2006年
- 山本サヤカ
  - シングル 「牡丹雪の降る街」「星空の下の時計台」「雪山の白い使い」編曲
  - アルバム「つくしの言伝」全編曲
- Rin'
  - アルバム『Inland Sea』[10]から「暁の契」「虹結び」（アニメ SAMURAI 7 エンディングテーマ）作編曲

2007年
- Scene of Heaven
  - シングル「千歳月」「琥珀」作編曲サウンドプロデュース
  - シングル「棕櫚の手紙」作編曲サウンドプロデュース
  - シングル「十六橋」作編曲サウンドプロデュース
  - シングル「縷々の手紙」作編曲サウンドプロデュース
  - DVD『Scene of Heaven chains Alcotto,Hisae』全曲作編曲サウンドプロデュース（「Alcotto」除く）
- misono アルバム『never+land』収録「Re:」編曲

2008年
- feat.ViVi
  - アルバム『Lovers Trance』全編曲サウンドプロデュース
  - アルバム『Lovers Ballad』収録数曲編曲サウンドプロデュース
- YUKIYOSHI theater collection 「ファミリア」全作編曲サウンドプロデュース

2009年
- 由紀さおり アルバム『いきる』から「真綿のように」作曲
- YUKIYOSHI theater collection 「ナナシ」全作編曲サウンドプロデュース

2010年
- YUKIYOSHI theater collection 「リプレイス」全作編曲サウンドプロデュース

2011年
- YUKIYOSHI theater collection 「イエロー」全作編曲サウンドプロデュース

2012年
- Ayasa
  - クロノトリガー魔王決戦、ゼルダの伝説カバー、編曲（Inst.）
  - ファイナルファンタジーメドレー、編曲（Inst.）
  - 「Classic Cover」全編曲サウンドプロデュース（Inst.）
- YUKIYOSHI theater collection 「デスティニー」全作編曲サウンドプロデュース

2013年
- Lead シングル「Strings」作編曲(オリコン4位)
- YUKIYOSHI theater collection 「デスティニー2」全作編曲サウンドプロデュース

2014年
- Lead シングル「サクラ」作編曲(オリコン3位)
- 福島県本宮市市民の歌「みずいろのまち」作編曲
- 早乙女太一　元Rin'のメンバー全員が演奏。演舞用楽曲「敦盛」作編曲 劇場版

2015年
- 橋本ひろし アルバム『命の水』から、「命の水」「ヨイトマケの唄」「ランプ」編曲
- 橋本妙子　福島福魂祭復興ソング「Rainbow」作編曲プロデュース
- Sword of the Far East　「源氏蛍」「日華の花」作編曲（Inst.）

2016年
- 福島県須賀川市歌 編曲
- YUKIYOSHI theater collection 「BURAI」プロデュース 全曲作編曲サウンドプロデュース

2017年
- 埼玉県上尾市アッピー体操2　作編曲
- Akiko（ヴァイオリニスト）「Dawn」「Hidamari」作編曲サウンドプロデュース
- Rin'の元メンバーMana(吉永真奈) 「飛鳥」リメイク「青い鳥」編曲

2019年
- 舞台 30-Delux  宇宙six「のべつくまなし」レビューショー曲「Shine」作編曲
- Rin'「歳々年々」「光明」（早乙女太一舞踊曲）作編曲。シングル「光明」全作編曲サウンドプロデュース

2020年
- ベスト・アルバム『30-Delux&YUKIYOSHI Best』発売

2021年
- Rin'  復活アルバム『宝輪』全作編曲サウンドプロデュース

2022年
- Rin' ｢虚空｣全作曲編曲サウンドプロデュース

### 劇版音楽提供楽曲
2001年頃から坂田晃一・信田かずおの手伝いで劇版音楽を複数作編曲。
2005年
アップフロントプロモーションから芝居音楽提供の依頼で、2007年頃までで計200曲以上の数多くの作品に楽曲提供。CM・バンダイのハローキティタブレットシリーズの曲を複数担当
2007年
自身のユニットScean of Heavenのデビュー曲「千歳月」の楽曲を元になる芝居の音楽を担当
2008年
芝居 30-Delux「ファミリア」全曲作編曲
早乙女太一 演舞用楽曲数曲提供
赤坂サカス オープニングセレモニーテーマ曲を作曲し披露
2009年
芝居 30-Delux 「ナナシ」全作編曲
2010年
芝居 30-Delux「リプレイス」全作編曲
2011年
芝居 30-Dulux「イエロー」全作編曲
2012年
芝居 30-Delux「デスティニー」全作編曲
熊本武将隊演舞曲作曲
2013年
芝居 30-Delux「デスティニー2」全作編曲
早乙女太一　「真田幸村」舞踊用楽曲数曲提供
熊本武将隊演舞曲をM-2作曲
2014年
熊本武将隊演舞曲をM-3作曲
早乙女太一　舞踊用楽曲数曲提供
2015年
アートフェア東京2015 オープニングセレモニー曲作編曲。CMにも採用。
2016年
アートフェア東京2016 オープニングセレモニー曲作編曲。CMにも採用。
芝居 武士51「BURAI」全曲作編曲
音楽劇 「ダニーボーイズ」全曲作編曲
2017年
アートフェア東京2017 オープニングセレモニー曲作編曲。CMにも採用。
2018年
アートフェア東京2018 オープニングセレモニー曲作編曲。CMにも採用。
音楽劇Lead主演『New Revolusion』全作編曲
芝居 30-Delux  宇宙six「スクアッド」全作編曲
2019年
芝居 30-Delux  宇宙six「のべつくまなし」レビューショー曲作編曲
2022年
芝居 30-Delux 『ナナシ2021』全作編曲